# Every Day (album)
Every Day è il secondo album in studio del gruppo musicale britannico The Cinematic Orchestra, pubblicato nel 2002.

## Tracce
1. All That You Give (feat. Fontella Bass) – 6:10
2. Burn Out – 10:13
3. Flite – 6:35
4. Evolution (feat. Fontella Bass) – 6:38
5. Man with the Movie Camera – 9:09
6. All Things to All Men (feat. Roots Manuva) – 11:04
7. Everyday – 10:18
8. Oregon – 3:54
9. Horizon (feat. Niara Scarlett) – 4:44